# Salvatore Balsamo
Salvatore Balsamo (Napoli, 1894 – Napoli, 1922) è stato un pittore italiano.

## Biografia
Si formò nella città natale sotto l'insegnamento di Vincenzo Irolli, Giuseppe Casciaro e Eugenio Scorzelli; morì a soli ventotto anni, lasciando poche notizie biografiche.

## Opere
Si distinse come paesaggista dal tratto robusto e spontaneo, influenzato dai maestri e dalle opere di Nicolas De Corsi. Sue opere sono conservate nella Galleria d'arte moderna di Milano e nelle collezioni d'arte della Fondazione Cariplo.